# 상도동 (서울)
상도동(上道洞)은 서울특별시 동작구의 동이다. 행정동은 4개(상도제1동, 상도제2동, 상도제3동, 상도제4동)이고, 법정동은 2개(상도동, 상도1동)이다.

## 연혁
상도동이라는 이름은 옛날 이 지역에 상여꾼이 집단으로 거주해 '상투굴'이라 부른 데서 유래하며, 조선시대에는 지금의 행정동 상도제1동 일대를 '상도리', 상도제2·3·4동 일대를 '성도화리'(成桃花里 또는 成道化里)로 불렸다.
- 1896년: 경기도 시흥군 동면 상도리(지금의 상도제1동 영역과 비슷), 성도화리
- 1914년 4월 1일: 경기도 시흥군 동면 상도리
- 1936년 4월 1일: 경기도 경성부 영등포출장소 상도정[1]
- 1943년: 경기도 경성부 영등포구 상도정
- 1946년: 서울특별시 영등포구 상도동
- 1955년 4월 18일: 상도동이 상도제1동, 상도제2동으로 분동[2]
- 1970년 5월 18일: 상도제2동이 상도제2동, 상도제3동으로 분동[3]
- 1973년 7월 1일: 서울특별시 관악구 상도제1·2·3동[4]
- 1977년 9월 1일: 상도제3동이 상도제3동, 상도제4동으로 분동[5]
- 1980년 4월 1일: 서울특별시 동작구 상도제1·2·3·4동[6]
- 1992년 7월 1일: 상도제1동이 상도제1동, 상도제5동으로 분동[7]
- 2008년 2월 1일: 상도제1동과 상도제5동이 다시 상도제1동으로 합동

## 인구
1962년부터 시작된 국가 주도의 경제 개발로 서울의 산업이 발달하자 인구도 급증하였으나 주택 수는 부족하였다. 이에 서울 최초의 공공주택단지인 시영주택지로 상도동이 개발되면서 본격적으로 인구가 유입되어 현재는 대다수가 주택지를 이루게 되었다. 인구는 2017년 12월 말 주민등록 기준으로 12만9553 명이다.

## 교통

### 철도 교통
이 지역은 서울 지하철 7호선이 관통하며, 인근을 지나는 수도권 전철 1호선, 서울 지하철 2호선, 서울 지하철 9호선 역시 이 지역과 연결해주는 교통권으로서의 역할을 하고있다. 1900년 한강의 첫 교량인 한강철교 개통과 함께 1899년 개통된 대한민국 첫 공식 철도 노선 경인선의 노량진역이 인근에 생기면서 일찍이 간접적 철도 교통권에 들어섰으며, 이 지역의 인구가 급증하자 1974년 대방역이 추가 개통되었다. 이 지역을 직접 관통하게 된 7호선의 역들이 생긴 것은 2000년 건대입구 ~ 신풍 구간이 개통되면서 부터로, 신대방삼거리역, 장승배기역, 상도역, 숭실대입구역의 직접 역세권에 들게되었다. 한 편, 2호선 역시 봉천역과 서울대입구역으로 간접 역세권에 들지만, 국사봉의 산 언덕으로 접근성이 다소 떨어졌었다. 그러나 2004년 국사봉터널이 개통됨에 따라 봉천역의 접근성이 다소 나아지게 됐다. 2009년 9호선 개통으로 9호선의 노량진역과 노들역을 간접 역세권으로 두게 되었다.
한편, 간접 역세권으로서의 경전철 신림선이 착공을 앞두고 있으며, 직접 관통하는 경전철 서부선의 계획은 타당성 재검토 용역결과를 통과하여 계획 확정단계에 있다.

## 문화

### 문화유산
이 지역에는 조선 태종의 장남이자 세종의 큰형인 양녕대군(讓寧大君) 제(禔)의 사당과 묘소인 지덕사가 있다. 사당은 숙종 1년(1675년) 임금의 명에 의해 남대문 밖이자 남산의 서쪽, 현 회현동 일대인 도동(桃洞)에 세워졌다. 그러나 1912년 일본인의 만행에 의해 기존에 묘소가 위치해있던 이 지역으로 옮겨졌다. 1972년 서울특별시의 유형문화재 제11호로 지정되었다. 양녕대군의 후손들로 구성된 재단법인 지덕사에서 관리하며 제사를 지내고 있다.

## 재개발
이 지역은 13개의 재개발지역이 있었다. 1구역, 2구역, 3구역은 재개발이 완료되었으며, 7구역과 13구역은 해제되었다. 한 편, 상도11구역과 상도5동 재개발 지역은 철거대책위원회와 충돌하고 강제철거집행이 이루어지는 등 논란이 생겼으며 현재 5동 재개발 지역은 재개발이 완료되었고, 11구역은 현재까지도 재개발이 이루어지지 못하고 있다.
| e편한세상 상도 노빌리티 | 대림산업            |  |  |
| 상도 롯데캐슬 파크엘    | 롯데건설            |  |  |
| 래미안 상도1차          | 삼성물산㈜ 건설부문 |  |  |
| 래미안 상도2차          | 삼성물산㈜ 건설부문 |  |  |
| 래미안 상도3차          | 삼성물산㈜ 건설부문 |  |  |
| 상도더샵 1차            | 포스코이앤씨        |  |  |
| 상도더샵 2차            | 포스코이앤씨        |  |  |
| 상도 아이파크           | 현대산업개발        |  |  |
| 상도두산위브            | 두산건설            |  |  |
| 상도두산위브 트레지움   | 두산건설            |  |  |

## 교육
- 서울강남초등학교
- 서울상도초등학교
- 서울상현초등학교
- 서울신상도초등학교
- 강현중학교
- 국사봉중학교
- 상현중학교
- 장승중학교
- 서울삼성학교
- 숭실대학교

## 시설
- 동작구청

## 선거구
국회의원 선거구는 상도제2동, 상도제3동, 상도제4동이 동작구 갑에, 상도제1동이 동작구 을에 속한다.

## 기타
김영삼 전 대통령의 자택이 있어, 그를 따르는 사람들을 상도동계라고 지칭한다.

## 같이 보기
- 대한민국의 행정 구역